# Dan ty ba
Đàn tỳ bà (彈琵琶) eller päronformad luta är ett vietnamesiskt stränginstrument. Lutan är gjord av trä, formad som ett päron skuret på längden, och har fyra strängar av nylon (förr i tiden av tvinnat silke) samt greppband på klanglåda och hals. Musikern slår an strängarna med höger hand. Vänsterhanden avgör tonen genom att korta av strängen vid ett band. Spänningen i strängen ökar då, och genom att variera vänsterhandens tryckstyrka skapas glissando och liknande effekter. Musikern håller instrumentet med halsen snett uppåt. Den päronformade lutan används i konstmusik, opera och hovmusik och uppfattas som ett aristokratiskt instrument.
Instrumentet härstammar från den kinesiska pípán, och namnet tỳ bà är den vietnamesiska formen av ordet pípá.